# Peromyscus sagax
Peromyscus sagax is een zoogdier uit de familie van de Cricetidae. De wetenschappelijke naam van de soort werd voor het eerst geldig gepubliceerd door Elliot in 1903.